# Florian Seitz (Leichtathlet)
Florian Seitz (* 5. August 1982 in Berlin) ist ein ehemaliger deutscher Mittelstreckenläufer, der auch in der 4-mal-400-Meter-Staffel startete.
Bei den Halleneuropameisterschaften 2005 belegte Seitz mit der deutschen Staffel den vierten Platz. Nach seiner Teilnahme mit der 4-mal-400-Meter-Staffel bei den Weltmeisterschaften 2005 in Helsinki, wo er im Vorlauf ausschied, gehörte er auch zum Aufgebot für die 4-mal-400-Meter-Staffel bei den Europameisterschaften 2006 in Göteborg. Wie bei den Halleneuropameisterschaften 2005 wurde die Staffel Vierte.
Seine persönliche Bestleistung im 400-Meter-Lauf ist 45,95 s, aufgestellt bei den Deutschen Meisterschaften in Ulm 2006.
Florian Seitz ist 1,82 m groß, wiegt 75 kg und startete für den OSC Berlin und den SC Charlottenburg.

## Erfolge
- Deutscher Juniorenmeister 2004
- 2. Platz bei den Deutschen Hallenmeisterschaften 2005 und 2006
- Deutsche Meisterschaften: Dritter 2005, Fünfter 2006